# Eragrostis refracta
Eragrostis refracta är en gräsart som först beskrevs av Henry Ernest Muhlenberg, och fick sitt nu gällande namn av Frank Lamson Scribner. Eragrostis refracta ingår i släktet kärleksgrässläktet, och familjen gräs. Inga underarter finns listade i Catalogue of Life.